# 馬修斯冰川
75°45′S 65°30′W / 75.750°S 65.500°W
馬修斯冰川（英語：Matthews Glacier）是南極洲的冰川，位於帕爾默地東岸，在1974年由美國地質調查局繪入地圖，以該國研究隊的海洋學家命名，現時由南極條約體系管理。